# Teufelsmauer
Le Teufelsmauer (littéralement « mur du diable ») est une formation rocheuse composée de grès durs du Crétacé supérieur située dans la partie nord du Harz, dans le centre de l'Allemagne.
Cette paroi rocheuse s'étend sur une vingtaine de kilomètres, de Blankenburg à Ballenstedt, en passant par Weddersleben et Rieder. Certains sommets caractéristiques sont parfois nommés individuellement, comme « les rochers de l'Aigle », « les rochers de César » ou « le blason de Hambourg ».
De nombreuses légendes et mythes entourent cette formation rocheuse d'apparence inhabituelle. Elle est protégée dès 1833 et, en 1852, par les autorités administratives (de) afin d'empêcher l'exploitation du grès très recherché à cette époque. Le Teufelsmauer près de Weddersleben, nommé Teufelsmauer und Bode nordöstlich Thale (de), est protégé depuis 1935, ce qui en fait l'une des plus anciennes réserves naturelles d'Allemagne.

## Géographie
La formation rocheuse du Teufelsmauer apparaît à trois endroits dans le Parc national du Harz, entre Ballenstedt au sud-est et Blankenburg (Harz) au nord-ouest, sur une longueur de 20 km. Elle commence par les formations rocheuses du Gegensteine (de) au nord-ouest de Ballenstedt. Elle se poursuit par le Teufelsmauer (« mur du diable ») au nord de Neinstedt et au sud de Weddersleben, où se succèdent sur deux kilomètres, du sud-est au nord-ouest, le Königstein, les Mittelsteine et les Papensteine. ,Entre Neinstedt et Weddersleben, la Bode, la plus grande rivière de la région, coule à travers la formation rocheuse. Vers le nord-ouest, en passant par Warnstedt, la chaîne rocheuse se poursuit entre Timmenrode et Blankenburg avec le « blason de Hambourg », la « grotte de l'orage », le « rocher de la grenouille » et le Heidelberg (331,5 m), le « rocher du grand-père » (317,1 m) et le « rocher de la grand-mère ». Au sud de l'extrémité ouest du Teufelsmauer, à Blankenburg, se trouve l'hôtel Victoria Luise, une villa de style Art nouveau classée aux monuments historiques construite en 1893.

## Géologie
Les affleurements du Teufelsmauer sont formées de grès durs datant du Crétacé supérieur. Il s'agit de bancs de grès (grès d'Involutus et de Heidelberg) intercalés dans des couches argilo-calcaires dominantes dans cette formation du Crétacé supérieur. La circulation de fluides siliceux a entraîné une silicification et une forte induration du grès, limitée toutefois aux premiers mètres des couches, alors horizontales.
Comme toutes les couches de la bordure nord du Harz, les strates rocheuses ont été fortement inclinées ou plissées par le soulèvement du Harz qui s'est poursuivi jusqu'au Crétacé, de sorte que le sommet des couches est aujourd'hui orienté vers le bas (couches inversées). La lacune entre les couches du Jurassique inférieur et du Crétacé inférieur et le contact discordant entre les couches du Muschelkalk et celles du Crétacé supérieur témoignent d'activités tectoniques qui se sont déroulées à différentes époques, principalement au niveau de la faille de la bordure nord du Harz.
L'érosion ultérieure des couches de roche les plus tendres a transformé les couches de roche dure en crêtes proéminentes qui dominent leur environnement avec des falaises pouvant atteindre 20 m de haut. Certaines parties ont été détruites par l'action des rivières ou des glaciers des périodes glaciaires. C'est pourquoi le Mur du diable présente aujourd'hui différentes discontinuités, notamment creusées par un ancien cours de la Bode.
Les différents segments du Mur du Diable n'ont pas tous le même âge. Les contreforts près de Ballenstedt sont issus de l'altération climatique d'une couche de grès silicifié du Coniacien, le grès d'Involutus). Les falaises stratifiées abruptes près de Blankenburg sont constituées des bancs inclinés de grès quartzitiques de Heidelberg daté du Santonien, tout comme la falaise stratifiée du Teufelsmauer près de Weddersleben. Elle atteint ses plus grandes hauteurs avec le Mittelstein (185,2 m) et le Königsstein (184,5 m) et se situe ainsi à environ 50 m au-dessus de la Bode. Le sable des grès a donné naissance à des sols bruts pauvres en nutriments, de type serozem sableux et régosol.

## Archéologie
Les fouilles archéologiques révèlent des traces du paléolithique ; de la céramique linéaire, et de l'âge du bronze. Les hommes étaient déjà présents à l'âge de pierre, car plusieurs outils en quartzite datant de cette époque ont été mis au jour, tels que des outils en quartzite, des éclats de taille et un biface. Le préhistorien du allemenad Karl Schirwitz indique qu'à l'époque historique, les falaises ont été utilisées pour l'extraction de moellons et de pavés, "ce qui a permis de produire facilement et en assez grand nombre des abattages maniables, même en forme de lame". Il classe clairement les grandes formes grossièrement taillées à partir des pierres centrales à l'âge de pierre.
En 1922 déjà Adolf Brinkmann (de) constatait l'existence passée d'un habitat : « Ainsi, le Teufelsmauer, qui descend abruptement vers le nord-est, apparaît sur son côté sud une colline fortifiée préhistorique sur laquelle on peut encore reconnaître le creux des anciennes habitations ». Il ne précise toutefois pas de quelle époque pourrait dater cette colline.
Un autre habitat a été localisé en 1980 dans la partie est du Königsstein. Plusieurs tessons et outils en pierre de la culture rubanée plus récents ont été découverts.
Avant 1931, des artéfacts de l'âge du bronze a été mise au jour et transférés au musée de Quedlinburg. Il s'agit de plusieurs haches à talon, datées de l'âge du bronze.